# Chrząszcze drapieżne Urugwaju
Chrząszcze drapieżne Urugwaju – ogół taksonów owadów z podrzędu chrząszczy drapieżnych (Adephaga), których występowanie stwierdzono na terenie Urugwaju.
lista nie jest kompletna

## Geadephaga

### Biegaczowate(Carabidae)
W Urugwaju stwierdzono m.in.:

#### Żuchwienie(Broscinae)
- Barypus aequicostis
- Barypus rivalis
- Barypus speciosus

## Hydradephaga

### Flisakowate(Haliplidae)
W Urugwaju stwierdzono m.in.:
- Haliplus bonariensis
- Haliplus maculicollis
- Haliplus oblongus
- Haliplus testaceus